# Nudo femminile di schiena
Il Nudo femminile di schiena, o Donna al bagno (La Baigneuse à mi-corps), è un dipinto di Jean-Auguste-Dominique Ingres, realizzato nel 1807. Il dipinto oggi è conservato al museo Bonnat di Bayonne.

## Storia
Il dipinto venne realizzato a Roma nel 1807, come testimonia la scritta Ingres Pinxit Roma 1807 sul supporto telato del quadro. In seguito, il dipinto passò nelle collezioni De Fresne, poi in quelle Bonnat ed infine entrò a far parte della collezione del museo Bonnat.

## Descrizione

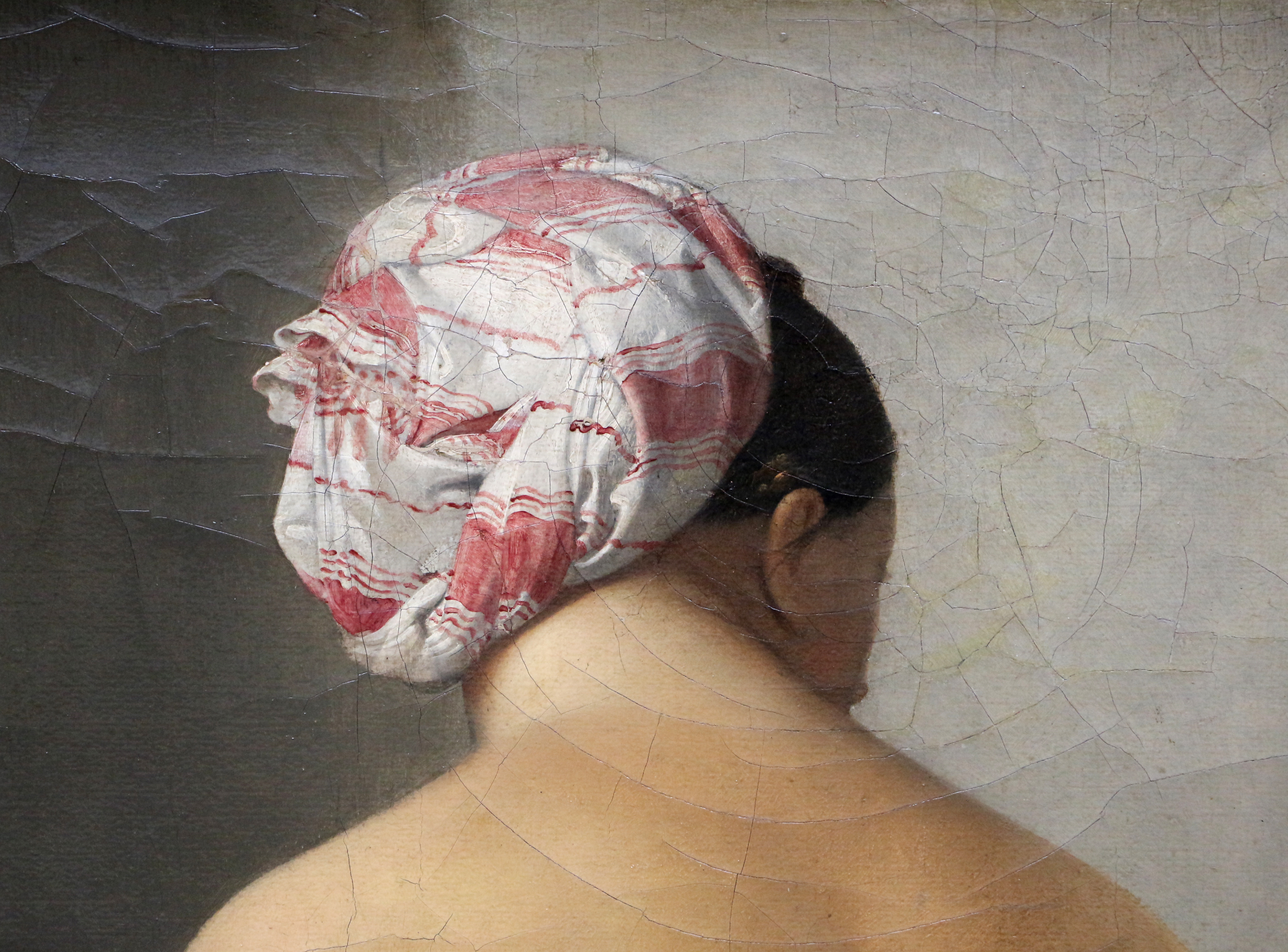
Un dettaglio del turbante della Bagnante di Valpinçon, molto simile a quello della bagnante del Nudo femminile di schiena.

Quest'opera è uno dei primi nudi femminili realizzati da Ingres e raffigura una bagnante vista di schiena che indossa un copricapo bianco a strisce rosse, simile a un turbante. La schiena della donna forma una curva che le conferisce una sinuosità erotica. Lo sfondo è costituito da un paesaggio con un albero e delle montagne in lontananza. L'opera è caratterizzata da un contrasto tra il realismo del turbante e la schiena nuda più astratta.
La bagnante si volta con uno sguardo angosciato e cerca di coprirsi il petto con le braccia, come se si fosse appena accorta della presenza dello spettatore, che in questo caso viene assimilato a un guardone. In questa tela si notano alcune caratteristiche che si ritroveranno nelle opere successive del pittore di Montauban, in particolare le deformazioni anatomiche (il seno che sembra nascere lateralmente e la mascella che sembra scomparire).
Questo dipinto presenta molte somiglianze con La bagnante di Valpinçon, un dipinto realizzato da Ingres l'anno successivo, a tal punto che si pensa che il Nudo femminile di schiena sia uno studio preliminare di quest'ultimo. In particolare, entrambe le bagnanti sono raffigurate di schiena (anche se il volto della bagnante di Valpinçon non si intravede) ed entrambe indossano un turbante bianco a strisce rosse, ispirato a quello della Fornarina di Raffaello.